# Pierrelaye
Pierrelaye är en kommun i departementet Val-d'Oise i regionen Île-de-France i norra Frankrike. Kommunen ligger i kantonen Beauchamp som tillhör arrondissementet Pontoise. År 2022 hade Pierrelaye 10 230 invånare.

## Befolkningsutveckling
Antalet invånare i kommunen Pierrelaye
| Referens: INSEE |